# A-92G (Spanje)

De A-92G

De A-92G

De A-92G of Autovía de Santa Fe a Granada is een autovía in Andalusië. De snelweg is 8,95 kilometer lang en verbindt Santa Fe (A-92) met Granada (A-44). De A-92G werd geopend in 1990.